# Маргарита Австрійська (1416—1486)
Маргарита Австрійська (нім. Margaretha von Österreich, близько 1416 — 12 лютого 1486) — представниця династії Габсбургів, донька герцога Внутрішньої Австрії Ернста Залізного та польсько-руської княжни Кімбурги Мазовецької, дружина курфюрста Саксонії Фрідріха II.

## Біографія
Народилась близько 1416 року в Інсбруку. Була другою дитиною та старшою донькою в родині герцога Внутрішньої Австрії Ернста Залізного та його другої дружини Кімбурги Мазовецької. Мала старшого брата Фрідріха. Згодом в сім'ї з'явилося семеро молодших дітей, з яких вижили Альбрехт та Катерина.
Шлюб батьків був щасливим. Втім, батька не стало, коли Маргариті було лише 8 років. Матір більше не одружувалася. Опікуном дітей став їхній дядько з батьківської лінії, Фрідріх IV, граф Тиролю.
Зростала у Вінер-Нойштадті. 23 квітня 1428 року була заручена з курфюрстом Саксонії Фрідріхом II. Їхнє весілля відбулося 3 червня 1431 року у Лейпцигу. Маргариті було близько 15 років, її нареченому — 18. Подружній зв'язок із Габсбургами зміцнив його становище. Місто Вінер-Нойштадт стало частною посагу дівчини. Зв'язок із ним зберігся навіть після того, як Маргарита від'їхала до Саксонії. У подружжя народилося восьмеро дітей.  

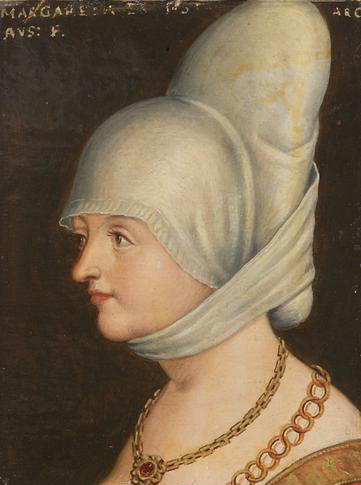
Портрет Маргарити Австрійської

Курфюрстіна примирила чоловіка з його братом, Вільгельмом III, ландграфом Тюрінгії. Загалом, брала активну участь в управлінні країною. За її вказівкою у 1432 році з майсенського маркграфства були вигнані євреї. Карбувала власну монету, що викликало проблеми з її шурином, однак привілегія карбування була підтверджена у 1463 році.
Після Саксонської братської війни, в якій загинув її дівер, Маргарита у 1453 році заклала фундамент паломницької церкви в зруйнованому селі під Єною.
У липні 1455 року її сини Ернст і Альбрехт було викрадені лицарем Кунцем фон Кауффунгеном, який сподівався відшкодувати свої збитки у Саксонській братської війні. Викрадачі мали намір переправити принців до безпечної Богемії і там отримати за них викуп, але план дуже швидко провалився. Кунц фон Кауффунген був викритий, а його помічники вступили у переговори з Фрідріхом. Як подяку за чудесне спасіння принців, подружжя здійснило 15 липня паломництво до колегіальної церкви у Еберсдорфі, пожертвувавши церкві новий вівтар, а також вбрання принців і головний убір углежога, який викрив Кунца фон Кауффунгена.
Маргарита, була високої думки про своє шляхетне походження, прагнула укладанню шлюбів своїх нащадків з метою посилення їхнього політичного впливу.
Після смерті чоловіка у 1464 році отримала велику удовину долю, що включала місто Альтенбург, а також замки в Лейпцигу та Лібенверде, міста Кольдіц, Айленбург і Лібенверда. Аж до своєї смерті жила у Альтенбурзькому замку, виступаючи в ролі суверенної правительки. Здійснюючи суверенні права, навіть вступала у конфлікт зі своїми синами.
У 1485 році їй довелося стати свідком поділу саксонських територій між її синами згідно Лейпцізького договору. Померла у лютому наступного року в Альтенбурзі. Була похована у замковій кірсі.

## Родина

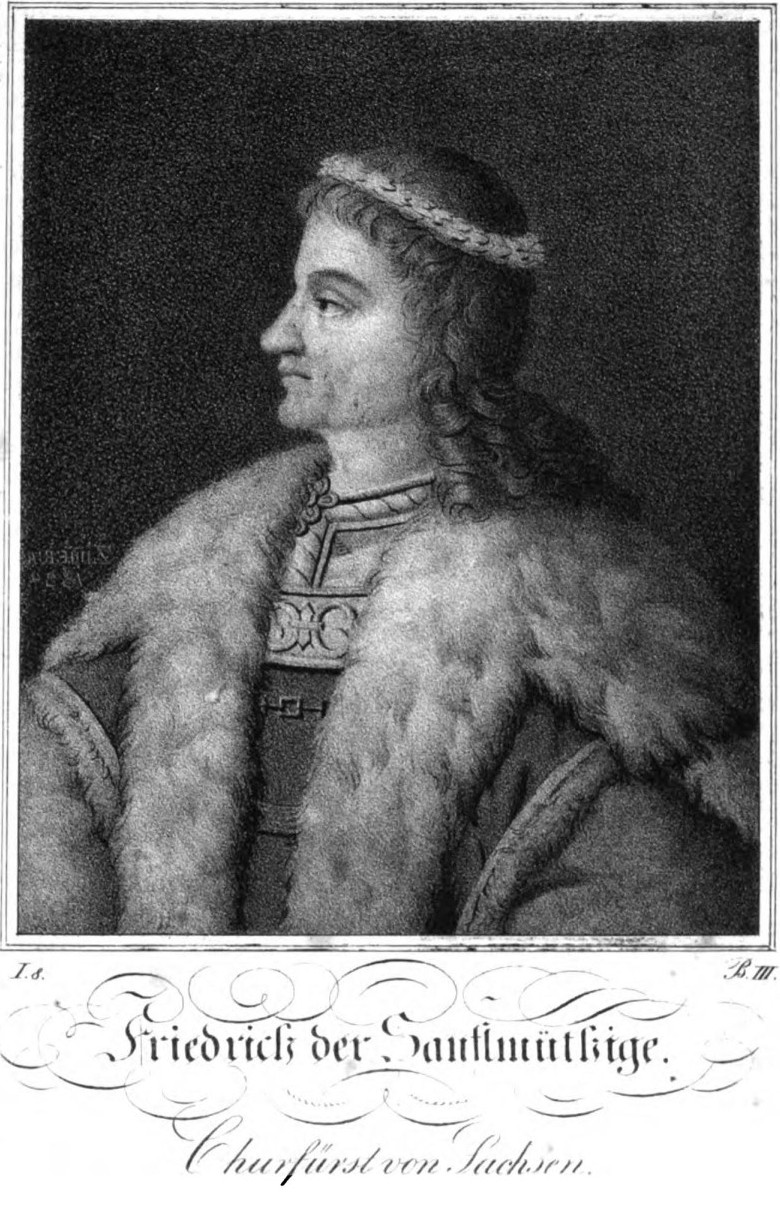
Портрет Фрідріха Саксонського

Чоловік — Фрідріх II, курфюрст Саксонський
Діти:
- Амалія (1436—1501) — дружина герцога Ландсгут-Баварії Людвіга IX, мала четверо дітей;
- Анна (1437—1512) — дружина курфюрста Бранденбургу Альбрехта III Ахілла, мала восьмеро дітей;
- Фрідріх (1439—1451) — прожив 12 років;
- Ернст (1441—1486) — курфюрст Саксонії у 1464—1486 роках, ландграф Тюрингії у 1482—1486 роках, був одружений з Єлизаветою Баварською, мав восьмеро дітей;
- Альбрехт (1443—1500) — герцог Саксонії, маркграф Майсену, був одружений з Сидонією Богемською, мав восьмеро дітей;
- Маргарита (1444— близько 1498) — абатиса в Зайслиці з 1463 року;
- Ядвіґа (1445—1511) — принцеса-абатиса Кведлінбургу у 1458—1511 роках;
- Александр (24 червня—14 вересня 1447) — прожив 3 місяці.